# Agenția pentru Implementarea Proiectelor și Programelor pentru Întreprinderile Mici și Mijlocii
Agenția pentru Implementarea Proiectelor și Programelor pentru Întreprinderile Mici și Mijlocii (AIPPIMM) este o agenție guvernamentală dedicată sprijinirii și susținerii sectorului IMM care realizează politica Guvernului României, prin implementarea de programe cu finanțare de la bugetul de stat, care să se plieze eficient la nevoile pe care IMM-urile le au, pentru a face față cu brio competiției internaționale.
Agenția are ca scop implementarea tehnică și financiară a proiectelor și programelor de sprijinire a înființării de noi întreprinderi și de susținere a dezvoltării întreprinderilor mici și mijlocii, la nivel național și local.

## Conducerea
Președinții AIPPIMM:
- Cristian Haiduc: ? - 10 mai 2012[2]
- Răzvan Ioan Taras: 25 mai 2012 - prezent[3]